# Пасажиропотік
Пасажиропотік — рух пасажирів у одному напрямку маршруту називається пасажиропотоком. Пасажиропотік може бути у прямому напрямку та в зворотному.

## Основні поняття про пасажиропотік
Пасажиропотік характеризується:
- потужністю або напруженістю, тобто кількістю пасажирів, яка проїжджає за певний час на заданій ділянці руху в одному напрямку (будь-яким видом транспорту);
- обсягом перевезень пасажирів, тобто кількістю пасажирів, які перевозяться видом транспорту, що розглядається за певний проміжок часу (година, доба, місяць, рік).

Характерною особливістю пасажиропотоків є їхня нерівномірність, вони змінюються за часом (година, доба, день тижня, пора року).